# Holtsø og Wittrock
Holtsø og Wittrock er en musikgruppe, der blev dannet i Danmark i 2009. Holtsø & Wittrock består af Morten Wittrock og Jes Holtsø. Gruppen har samarbejdet med blandt andet Marcus Winther-John, Charlotte Vigel, Ivan Pedersen, Ester Brohus, Bossy Bo, Sahra Da Silva, Bob Britt, Knud Møller, Charlotte Fich og Lei Moe.